# Agence spatiale israélienne
L’agence spatiale israélienne ((he) סוֹכְנוּת הַחָלָל היִשְׂרָאֵלִית (Sokhnout HaH'alal HaIsraelit) ; (en) Israel Space Agency), fondée le 19 septembre 1983, est l'organisme gouvernemental qui coordonne tous les programmes spatiaux d'Israël à but scientifique, militaire ou commercial.
Elle est actuellement dirigée par le professeur Yitzhak Ben Israel.

## Histoire
Dans les années 1970, Israël démarre ses activités spatiales en développant les infrastructures nécessaires pour la recherche et l'exploration spatiale. Cette activité fut marquée par le développement de satellites et des infrastructures de lancement - ce qui fit entrer Israël dans le « club » des États ayant cette capacité.
En avril 1983, le Ministre israélien des Sciences et des Technologies Yuval Ne'eman annonce la formation d'une agence qui coordonnera et supervisera un programme spatial national. En 1984, le Centre National des Connaissances spatiales a été créé en coopération avec Israel Aerospace Industries (IAI), et un contrat a été signé entre IAI et le Ministère israélien de la Défense pour le développement des infrastructures nécessaires et du premier satellite israélien d'observation. Cette collaboration porte ses fruits dès 1988, quand Israël lance le premier d'une longue série de satellites Ofeq - Israël est devenu le 9e pays à avoir lancé un satellite avec son propre lanceur.
En 2002, l'ASI annonce le développement d'une version commerciale de ses fusées Shavit. Ce programme est nommé LeoLink.
En 2003, le colonel Ilan Ramon est devenu le premier spationaute israélien, mais il périt avec le reste de l'équipage dans l'explosion de la navette spatiale Columbia lors du retour sur Terre de sa mission.

## Relations avec les autres agences spatiales
L'Agence spatiale israélienne collabore avec de nombreuses agences spatiales internationales.

### Avec la France
Depuis de nombreuses années Israël et la France ont des programmes de coopération en commun, notamment une station de réception en Israël des images du satellite SPOT. 

Mais le principal projet de collaboration spatiale franco-israélien est le projet VENµS,.
La mission scientifique de VENµS (Vegetation and Environnement monitoring on a New Micro-Satellite) est une mission de recherche qui vise à démontrer l’efficacité de l’observation multi spectrale optimisée dans le cadre du programme de surveillance globale pour l’environnement et la sécurité (programme GMES). En clair, il s'agit d'une mission d'observation de la végétation et de l'environnement.
En 2016, un nouveau projet de collaboration spatiale franco-israélien a vu le jour. Ce projet s'intitule C3IEL pour Cluster for Cloud evolution, Climate and Lightning. La mission scientifique de C3IEL est l'étude des nuages convectifs a haute résolution spatiale et temporelle.

### Avec les États-Unis

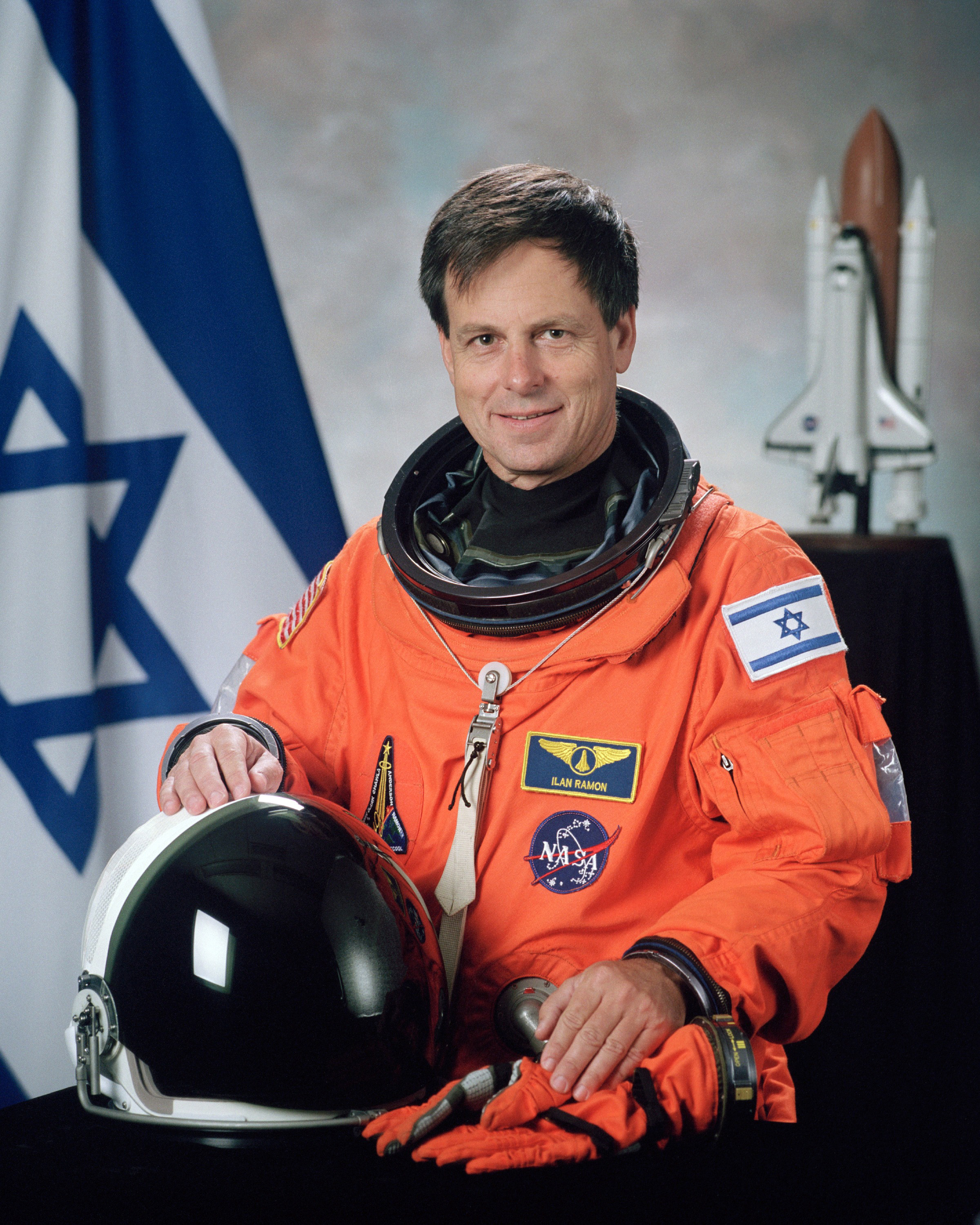
Ilan Ramon dans sa tenue de la NASA.

La coopération entre Israël et les États-Unis en matière d'astronautique commence dans les années 1980, lorsque de nombreux scientifiques israéliens commencent à participer à des projets de la NASA.

En 1992, la première expérience israélienne a été réalisée dans une navette américaine. Cette expérience a été décidée par l'Université de Tel-Aviv, elle avait pour but de déterminer les effets de la microgravité sur  la capacité des frelons du désert à construire leur nid. Malheureusement, l'expérience échoua.
En 1995, le Président Clinton et le Premier Ministre Shimon Peres déclarent que les États-Unis aideront Israël dans ses problèmes d'eau et de qualité d'environnement; pour ce projet Israël enverra un astronaute qui réalisera des expériences dans le milieu spatial. Cette expérience fut appelée Mediterranean Israeli Dust Experiment (MEIDEX). Les résultats de cette expérience devaient aider la recherche sur le changement climatique. Dès 1998, le colonel Ilan Ramon et le colonel Yitzhak Maio commencent la formation en vue du vol en navette à Houston au Texas.

Le 16 janvier 2003, Ilan Ramon monte avec 6 autres astronautes dans la navette Columbia, vol STS-107. L'équipage de Columbia réalise plus de 80 expériences dans le domaine de la biologie, de la recherche biomédicale et des contre-mesures, des sciences de la matière et des sciences de la Terre. Le 1er février, durant la rentrée dans l'atmosphère, la navette se désagrège, tuant les 7 membres de l'équipage. Une partie des débris de la navette qui avait plus de vingt années de vol a été retrouvée dans la ville de Palestine.
Après le désastre de Columbia, le président George W. Bush annonce en 2003 la mise en place du programme Constellation, la nouvelle directive de la NASA. De ce projet dépend les futures activités spatiales israélo-américaines. L'ASI est d'ailleurs en contact avec la NASA pour une nouvelle expérience, qui inclurait la participation d'un nouvel astronaute israélien.

### Avec le Canada
Depuis le milieu des années 1990, Israël et le Canada entretiennent de très bonnes relations économiques et diplomatiques. Cette coopération s'effectue aussi dans le domaine de la recherche spatiale.

En juillet 2003, une délégation de l'ASI visite les locaux de l'Agence spatiale canadienne (ASC) de Montréal. Cette visite avait pour but de rédiger une lettre d'intention (MoU), qui définirait les différents sujets sur lesquels l'ASI et l'ASC pourraient collaborer.
En 2004, cette lettre d'intention est approuvée par les deux parties, qui s'engagent à travailler ensemble sur plusieurs points :
- les micro et mini-satellites
- les instruments pour l'observation de la Terre
- satellites hyper-spectraux
- programmes d'information auprès des plus jeunes sur les activités spatiales et scientifiques

### Avec l'Inde
Tout comme avec le Canada, Israël entretient depuis les années 1990 de très bonnes relations avec l'Inde.
Dans le domaine des sciences, les deux pays travaillent conjointement sur les nanotechnologies, les carburants alternatifs, l'agriculture, l'élevage et la recherche spatiale; en effet, les deux pays ont un très fort potentiel de recherche scientifique.
Le 25 décembre 2003, un accord a été signé entre les deux pays pour le lancement d'un télescope spatial, le TAUVEX (en), un télescope conçu par une société israélienne (El-Op) et lancé sur un satellite indien par un lanceur indien.
Israël s'est montré intéressé pour collaborer sur la mission lunaire Chandrayaan-1.

## Lanceurs
Les fusées Shavit sont les principaux lanceurs de l'Agence spatiale israélienne :
- Shavit, de 1988 à 1995 - dérivé du missile balistique Jéricho II
- Shavit-1, depuis 1995 - version améliorée de la fusée Shavit

En outre, Israël a développé une version commerciale de ses fusées, en collaboration avec Astrium (Europe) et Coleman (États-Unis); il s'agit du programme LeoLink. Plusieurs fusées ont été développées :
- LK-A - Pour les satellites pesant autour de 350 kg, qui doivent être lancés sur une orbite polaire elliptique de 240x600km
- LK-1 (appelée aussi Shavit-2[9]) - Pour les satellites pesant autour de 350 kg qui doivent être lancés sur une orbite polaire circulaire de 700 km
- LK-2 (appelée aussi Shavit-3) - Pour les satellites pesant autour de 700 kg qui doivent être lancés sur une orbite polaire circulaire de 700 km

Ces fusées sont lancées du Centre de lancement d'Alcântara, au Brésil.
Dov Raviv, un des scientifiques de l'ASI, qui a travaillé sur l'Arrow et sur Shavit, a pour projet le Star-460, un lanceur lourd capable d'emporter 28 tonnes en orbite basse (à comparer aux 21 tonnes pour Ariane 5). Ce projet date de la fin des années 1990, et la fusée n'est encore que sur le papier. Aucune décision n'a été prise pour l'instant. De plus, trop de fusées sont actuellement sur le marché pour que le Star-460 puisse s'imposer.

## Satellites

### Satellites actuellement utilisés
- Ofek : famille de satellites de reconnaissance   utilisant une caméra optique
- TECSAR : famille de satellites de reconnaissance radar tous temps
- Amos (he) : série de satellites de communication israélien
- EROS : série de satellites d'observations
- Techsat : micro-satellite de recherche utilisé par le Technion
- Sloshsat : micro-satellite de recherche sur la mécanique des fluides, en collaboration avec RAFAEL, Fokker Space et l'agence spatiale néerlandaise

Israël était le premier pays du Proche-Orient à fabriquer et lancer ses propres satellites espions. Cette politique a été décidée après l'attaque surprise conjointe de l'Égypte et de la Syrie en 1973, point de départ de la guerre du Kippour. Désormais, il doit faire face à l'Iran, son ennemi déclaré, qui dispose également de la capacité de mise en orbite de satellites.

### Satellites en développement
- VENµS : mission de recherche qui vise à démontrer l’efficacité de l’observation multi spectrale optimisée dans le cadre du programme de surveillance globale pour l’environnement et la sécurité[12]
- TAUVEX (en) : projet de télescope entre les agences spatiales israélienne et indienne qui doit être lancé courant 2008
- OPSat : la nouvelle génération de satellites d'observation optique.
- INSAT-1 et INSAT-2 : deux nano-satellites développés par l'Israeli Nano Satellite Association
- SHALOM (Spaceborne Hyperspectral Applicative Land and Ocean Mission) est un système réalisé en coopération avec  l'Agence spatiale italienne, à vocation commerciale, d'images hyperspectrales par satellite dont la mise en service opérationnel est prévue pour 2021.